# Violin Oljanov
 (mai 2022).
Violin Canev Oljanov (9 avril 1919 - 10 octobre 1998) est un espérantiste bulgare.

## Biographie

### Jeunesse
Violin Oljanov nait le 9 avril 1919 à Varna, en Bulgarie.